# جواو باولو دياش فيرنانديش
جواو باولو دياش فيرنانديش (بالبرتغالية: João Paulo Dias Fernandes) لاعب كرة قدم برتغالي في مركز قلب الهجوم ولد في يوم 9 نونبر 1992 في مدينة بارسيلوس في البرتغال وهو يلعب حالياً مع نادي سبورتينغ براغا وسبق له اللعب نادي جيل فيسانتي ولعب مع نادي تروفينزي .

## روابط خارجية
- جواو باولو دياش فيرنانديش على موقع الاتحاد الأوربي (الإنجليزية)
- جواو باولو دياش فيرنانديش على موقع قاعدة بيانات كرة القدم.إي يو (الإنجليزية)
- جواو باولو دياش فيرنانديش على موقع ناشيونال فوتبول تيمز (الإنجليزية)
- جواو باولو دياش فيرنانديش على موقع Soccerway.com (الإنجليزية)
- جواو باولو دياش فيرنانديش على موقع عالم كرة القدم.نت (الإنجليزية)
- جواو باولو دياش فيرنانديش على موقع AS.com (الإسبانية)